# Olympische Sommerspiele 2020/Rudern – Doppelvierer (Frauen)
Der Doppelvierer der Frauen bei den Olympischen Spielen 2020 in Tokio wurde vom 23. bis 28. Juli 2021 auf dem Sea Forest Waterway ausgetragen.

## Titelträger
| Olympiasiegerinnen | Carina Bär, Julia Lier, Lisa Schmidla, Annekatrin Thiele | Rio de Janeiro 2016 |
| Weltmeisterinnen   | Chen Yunxia, Zhang Ling, Lyu Yang, Cui Xiaotong          | Ottensheim 2019     |

## Vorläufe
Freitag, 23. Juli 2021

### Vorlauf 1
| Platz | Bahn | Nation             | Athletinnen                                         | Zeit (min) | Qualifikation |
| ----- | ---- | ------------------ | --------------------------------------------------- | ---------- | ------------- |
| 1     | 2    | Deutschland        | Schultze, Kampmann, Nwajide, Hämmerling             | 6:18,22    | Finale A      |
| 2     | 4    | Niederlande        | Youssifou, Janssen, van Rooijen, Beukers            | 6:19,36    | Finale A      |
| 3     | 1    | Großbritannien     | Scott, M. Hodgkins-Byrne, C. Hodgkins-Byrne, Glover | 6:20,80    | Hoffnungslauf |
| 4     | 3    | Neuseeland         | Nugent-O’Leary, Tew, Macfarlane, Loe                | 6:25,23    | Hoffnungslauf |
| 5     | 5    | Vereinigte Staaten | O’Leary, Tomek, Madden, Rusher                      | 6:34,36    | Hoffnungslauf |

### Vorlauf 2
| Platz | Bahn | Nation     | Athletinnen                                 | Zeit (min) | Qualifikation |
| ----- | ---- | ---------- | ------------------------------------------- | ---------- | ------------- |
| 1     | 2    | China      | Chen, Zhang, Lyu, Cui                       | 6:14,32    | Finale A      |
| 2     | 1    | Polen      | Kobus-Zawojska, Wieliczko, Sajdak, Zillmann | 6:18,62    | Finale A      |
| 3     | 4    | Italien    | Iseppi, Montesano, Lisi, Gobbi              | 6:20,45    | Hoffnungslauf |
| 4     | 5    | Australien | Thompson, Meredith, Hudson, Cronin          | 6:26,21    | Hoffnungslauf |
| 5     | 3    | Frankreich | Aernoudts, Bailleul, Jacquet, Lunatti       | 6:33,64    | Hoffnungslauf |

## Hoffnungslauf
Sonntag, 25. Juli 2021
| Platz | Bahn | Nation             | Athletinnen                                         | Zeit (min) | Qualifikation |
| ----- | ---- | ------------------ | --------------------------------------------------- | ---------- | ------------- |
| 1     | 2    | Australien         | Thompson, Meredith, Hudson, Cronin                  | 6:36,67    | Finale A      |
| 2     | 3    | Italien            | Iseppi, Montesano, Lisi, Gobbi                      | 6:37,44    | Finale A      |
| 3     | 5    | Neuseeland         | Nugent-O’Leary, Tew, Macfarlane, Loe                | 6:39,91    | Finale B      |
| 4     | 4    | Großbritannien     | Scott, M. Hodgkins-Byrne, C. Hodgkins-Byrne, Glover | 6:42,97    | Finale B      |
| 5     | 6    | Frankreich         | Aernoudts, Bailleul, Jacquet, Lunatti               | 6:47,41    | Finale B      |
| 6     | 1    | Vereinigte Staaten | O’Leary, Tomek, Madden, Rusher                      | 6:50,74    | Finale B      |

## Finale

### A-Finale
Mittwoch, 28. Juli 2021, 3:50 Uhr MESZ

Anmerkung: zur Ermittlung der Plätze 1 bis 6
| Platz | Bahn | Nation      | Athletinnen                                 | Zeit (min) |
| ----- | ---- | ----------- | ------------------------------------------- | ---------- |
| 1     | 3    | China       | Chen, Zhang, Lyu, Cui                       | 6:05,13 WR |
| 2     | 5    | Polen       | Kobus-Zawojska, Wieliczko, Sajdak, Zillmann | 6:11,36    |
| 3     | 6    | Australien  | Thompson, Meredith, Hudson, Cronin          | 6:12,08    |
| 4     | 1    | Italien     | Iseppi, Montesano, Lisi, Gobbi              | 6:13,33    |
| 5     | 4    | Deutschland | Schultze, Kampmann, Nwajide, Hämmerling     | 6:13,41    |
| 6     | 2    | Niederlande | Youssifou, Janssen, van Rooijen, Beukers    | 6:15,75    |

### B-Finale
Mittwoch, 28. Juli 2021, 2:00 Uhr MESZ

Anmerkung: zur Ermittlung der Plätze 7 bis 10
| Platz | Bahn | Nation             | Athletinnen                                         | Zeit (min) |
| ----- | ---- | ------------------ | --------------------------------------------------- | ---------- |
| 7     | 2    | Großbritannien     | Scott, M. Hodgkins-Byrne, C. Hodgkins-Byrne, Glover | 6:25,14    |
| 8     | 3    | Neuseeland         | Nugent-O’Leary, Tew, Macfarlane, Loe                | 6:29,00    |
| 9     | 4    | Frankreich         | Aernoudts, Bailleul, Jacquet, Lunatti               | 6:29,70    |
| 10    | 1    | Vereinigte Staaten | O’Leary, Tomek, Madden, Rusher                      | 6:30,03    |